# Otman Bakkal
Otman Bakkal (27 de fevereiro de 1985) é um ex-futebolista profissional neerlandês que atuava como meia-atacante.

## Carreira
Otman Bakkal representou a Seleção Neerlandesa de Futebol, nas Olimpíadas de 2008, marcando um gol nesta edição. 